# Ahmed Rami
Ahmed Rami (arabiska: أحمد رامي), född 12 december 1946 i Tafraout, är en marockansk-svensk författare och politisk aktivist. Han grundade den numera nedlagda närradiokanalen Radio Islam.

## Biografi
Ahmed Rami föddes år 1946 i en by nära Tafraout i södra Marocko. Han bedrev sina högstadiestudier i Tiznit och sina gymnasiestudier i Casablanca. Åren 1963-1966 tjänstgjorde han som lärare i historia och geografi på olika gymnasier i Casablanca och fortsatte sedan sin utbildning på militärakademin i Meknes, där han 1968 överfördes till staben för pansartrupperna. Han fick politisk asyl i Sverige 1973, sedan han hävdat att han deltagit i general Mohamed Oufkirs kuppförsök mot kung Hassan II.

## Religiösa uppfattningar
Ahmed Rami anser att Gud är symbolen för det goda och djävulen symbolen för det onda, och att alla som bekämpar det onda och kämpar för det goda är muslimer. Det skall, enligt Rami, inte finnas någon "fundamentalistisk", "moderat" eller västerländsk islam lika lite som det skall finnas svart afrikansk, arabisk islam eller indisk eller indonesisk islam, utan det skall endast finnas en islam.

## Kontroverser
Rami är förintelseförnekare och han har också skrivit boken Tabubelagda tankar (Logik förlag). Boken inleds med att nynazisten Björn Björkqvist intervjuar författaren. Ahmed Rami åtalades 1989 av Justitiekanslern för hets mot folkgrupp, framförd dels över radiostationen, dels i en bok, Vad är Israel?. Anmälan till JK gjordes av Svenska kommittén mot antisemitism. Under en uppmärksammad rättegång uttalade sig bland andra Jan Guillou för att innehållet, oavsett dess kvalitet, rymdes inom den vidsträckta yttrandefriheten. Religionsprofessorerna Jan Bergman och Jan Hjärpe kallades som expertvittnen av försvaret, men Rami dömdes 1990 till sex månaders fängelse för hets mot folkgrupp.
Han har intervjuats av Hizbollahs tv och påstod sig då ha stöd för jihad hos Jan Myrdal och att svenskar i allmänhet stöder Hizbollah.